# Grand Marsh (Wisconsin)
Grand Marsh es un lugar designado por el censo (en inglés, census-designated place, CDP) situado en el municipio de New Chester, en el condado de Adams, Wisconsin, Estados Unidos. Según el censo de 2020, tiene una población de 110 habitantes.

## Geografía
La localidad está ubicada en las coordenadas 43°53′7″N 89°42′26″O / 43.88528, -89.70722. Según la Oficina del Censo, tiene una superficie de 3.13 km², correspondientes en su totalidad a tierra firme.

## Demografía
Según el censo de 2020, hay 110 personas residiendo en la localidad. La densidad de población es de 35 hab./km². El 77.27% de los habitantes eran blancos, el 2.73% eran amerindios y el 20.00% son de una mezcla de razas. Del total de la población, el 20.91% son hispanos o latinos de cualquier raza.